# مارتین کارگل
مارتین کارگل (آلمانی: Martin Kargl; ۳۰ دسامبر ۱۹۱۲ – ۲۰ مهٔ ۱۹۴۶) بازیکن فوتبال اهل اتریش بود.
از باشگاه‌هایی که در آن بازی کرده‌است می‌توان به اشاره کرد.